# Михо Такаги
Михо Такаги (на японски: 髙木 美帆) е японска състезателка по бързо пързаляне с кънки. Олимпийска шампионка, сребърна и бронзова медалистка от зимните олимпийски игри в Пьонгчанг през 2018 г..
По-малката сестра на кънкобегачката Нана Такаги.
Такаги е родена на 22 май 1994 г. в Макубецу.

## Биография
Дебютира само на 14 години на световно първенство за юноши и девойки през 2009 година. Става четири пъти втора в отборното преследване на световните юношески първенства през 2009, 2010, 2011 и 2012 години. През 2012 печели юношеското световно в многобоя, на 1000 м и трета на 500 м.

## Лични рекорди
- 500 метра – 38,15 (4.03.2017,  Хамар)
- 1000 метра – 1.12,63 (10 декември 2017,  Солт Лейк Сити)
- 1500 метра – 1.51,49 (9.12.2017,  Солт Лейк Сити)
- 3000 метр – 3.57,09 (1.12.2017,  Калгари)
- 5000 метра – 7.04,63 (20 ноември 2015,  Солт Лейк Сити)

## Успехи
Олимпийски игри:
- Шампион (1): 2018
- Сребърен медал (1): 2018
- Бронзов медал (1): 2018

Световно първенство:
- Шампион (2): 2015, 2018
- Сребърен медал (2): 2016, 2017
- Бронзов медал (3): 2016, 2017, 2018

Азиатски игри:
- Шампион (3): 2017
- Сребърен медал (1): 2017
- Бронзов медал (1): 2017

Световно първенство за юноши и девойки:
- Шампион (2): 2012
- Сребърен медал (4): 2009, 2010, 2011, 2012
- Бронзов медал (1): 2012

### Олимпийски игри
| Олимпиада      | 500 м. | 1000 м. | 1500 м. | 5000 м. | Масов старт | Отборно преследване |
| -------------- | ------ | ------- | ------- | ------- | ----------- | ------------------- |
| 2010 Калгари   | -      | 35-о    | 23-то   | -       |             | -                   |
| 2018 Пьонгчанг | -      | Бронз   | Сребро  | 5-о     |             | Злато               |